# Ципринодонтови
Ципринодонтовите (Cyprinodontidae) са семейство животни от разред Шаранозъби (Cyprinodontiformes).
Таксонът е описан за пръв път от Тиъдър Гил през 1865 година.

## Родове
- Aphanius
- Cualac
- Cubanichthys
- Cyprinodon
- Floridichthys
- Garmanella
- Jordanella
- Orestias
- Pseudorestias
- Yssolebias